# Anders Stjernholm
Anders Stjernholm (født 22. november 1980) er en dansk journalist, stand-up-komiker, forperson for Ateistisk Selskab og politiker. Han debuterede som komiker i 2005 på Comedy Zoo i København.
Stjernholm er uddannet journalist fra SDU, hvor han skrev sin bacheloropgave om ADHD, en diagnose han selv fik som 26-årig. Han er ambassadør for EN AF OS og ADHD-foreningen. Stjernholm er en udtalt kritiker af religion og tro, eller som han selv udtrykker det "glødende anti-teist". I en periode indtil 2018 og igen fra 2022 har han været formand for Ateistisk Selskab. I mellemtiden var han almindeligt bestyrelsesmedlem i foreningen.

## Comedy
Stjernholm deltog i tredje sæson af Comedy Fight Club og lavede i 2011 sit første onemanshow Find Lykken. I 2013 lavede han showet 20 ting der er galt i Danmark sammen med Martin Nørgaard, og han har været vært på diverse radiosprogrammer samt tv-showet Bingo Banko. I 2013 var han vært på det omdiskuterede program Danmark på piller på DR2..
I efteråret 2015 lavede han endnu et one-man standup-show kaldet Grine eller Græde. Til valgkampen i 2019 lavede han et såkaldt valgkampsshow kaldet Fra Blå til Rød til Vanvittig.

## Politik
I marts 2015 offentliggjorde Anders Stjernholm sit kandidatur til folketinget for partiet Alternativet.
Han var stedfortræder i folketinget for Ulla Sandbæk fra 28. november 2017 til 3. marts 2018, mens hun var sygemeldt med hjernerystelse.
Op til Folketingsvalget 2019 blev han truet af en person med en totenschlæger i forbindelse med uddeling af valgmateriale.
I 2021 stillede han op til Borgerrepræsentationen i København for Alternativet og fik 318 personlige stemmer, det sjettehøjeste blandt partiets ni opstillede kandidater. I januar 2025 blev han indkaldt som suppleant for Birgitte Kehler Holst. 

## Aktivisme og bøger
I 2015 startede han sammen med en række frivillige foreningen Eftertro, som er et rådgivningsnetværk for tidligere troende og tvivlere. I samme proces udgav han bogen Eftertro, der handler om det at forlade en religiøs tro og religiøse samfund.
I 2019 udgav han bogen Du er jo ateist! sammen med Ateistisk Selskabs daværende formand Simon Nielsen Ørregaard.

## Filmografi
- Comedy Fight Club (2008) - deltager
- Høvdingebold (2009) - deltager
- MC's Fight Night (2009) - vært
- Fangerne på fortet (2010) - deltager
- Bingo Banko (2011) - vært
- Danmark på piller (2013) - vært
- Hjernevask (2013) - vært

Manuskriptforfatter
- Live fra Bremen (2011-2012)